# Bloedbad van Acteal

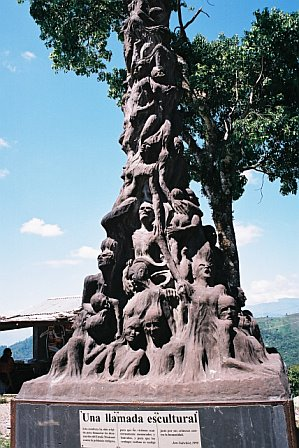
De Zuil van de Schande, beeldhouwwerk van Matt Soerens ter herinnering aan de massamoord in Acteal

Het Bloedbad van Acteal was een massamoord gepleegd door paramilitairen in Acteal (Chiapas, Mexico) op 22 december 1997. In vijf uur tijd werden 45 ongewapende kerkgangers van het Tzotzil volk, leden van de organisatie Las Abejas alsmede vrouwen en kinderen, omgebracht door een groep van 70 geüniformeerde paramilitairen.
De misdaad is nooit helemaal opgehelderd. Van de organisatie Las Abejas was bekend dat ze sympathiseerde met het Zapatistisch Nationaal Bevrijdingsleger (EZLN). Het EZLN beweerde dat autoriteiten van de regerende Institutioneel Revolutionaire Partij (PRI) verantwoordelijk waren voor het bloedbad. Onder anderen gouverneur Julio César Ruiz en president Ernesto Zedillo werden verdacht van betrokkenheid, alhoewel de laatste heeft gezegd dat Acteal de zwartste dag uit zijn regeringsperiode was. Gouverneur Ruiz en minister van binnenlandse zaken Emilio Chuayffet traden naar aanleiding van het bloedbad af.
In 2002 werden 18 mannen tot 36 jaar gevangenisstraf veroordeeld wegens betrokkenheid bij het bloedbad. Daarmee kwam het aantal veroordeelden op ruim 100, de meesten van hetzelfde Tzotzil volk als de slachtoffers.  
Op 2 maart 2005 dienden de organisatie Las Abejas en het Centrum voor Mensenrechten Fray Bartolomé de las Casas FRAYBA een aanklacht in bij de Inter-Amerikaanse Commissie voor de Rechten van de Mens (IACHR) tegen de Mexicaanse regering voor haar aandeel in de massamoord. De aanklacht werd ontvankelijk verklaard.  
Tussen 2009 en 2013 werden alle veroordeelden vrijgelaten omdat de openbaar aanklager gefabriceerd  en ondeugdelijk bewijsmateriaal gebruikt had. Op 20 oktober 2015 hield de IACHR een openbare hoorzitting met Las Abejas de Acteal en Frayba.
In 2020 bood de regering van Mexico, bij monde van Alejandro Encinas, staatssecretaris voor mensenrechten, een verontschuldiging aan en erkende haar rol in de misdaad. Tegelijkertijd werd een minnelijke schikking getroffen waarin de regering een schadevergoeding aanbood en diverse investeringen in de gemeenschap in het vooruitzicht stelde. 